# Anaxàgores (cràter)

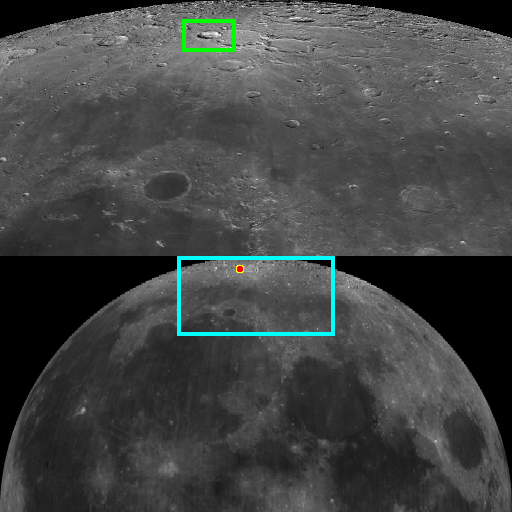
Anaxàgores sobre el globus lunar.

Anaxagoras és un cràter d'impacte recent (en termes astronòmics) que es troba prop del pol nord de la Lluna. Es troba al costat del més gran i més fortament desgastat cràter Goldschmidt. Al sud-sud-est apareix el cràter Epígenes, i cap al sud es localitzen les restes desgastades del cràter Birmingham.
El seu sistema de marques radials no afectat per l'erosió espacial indica que es tracta d'un element recent. Aquests rajos recorren una distància de més de 900 quilòmetres, arribant al cràter Plató situat al sud. En conseqüència, forma part del Període Copernicà.

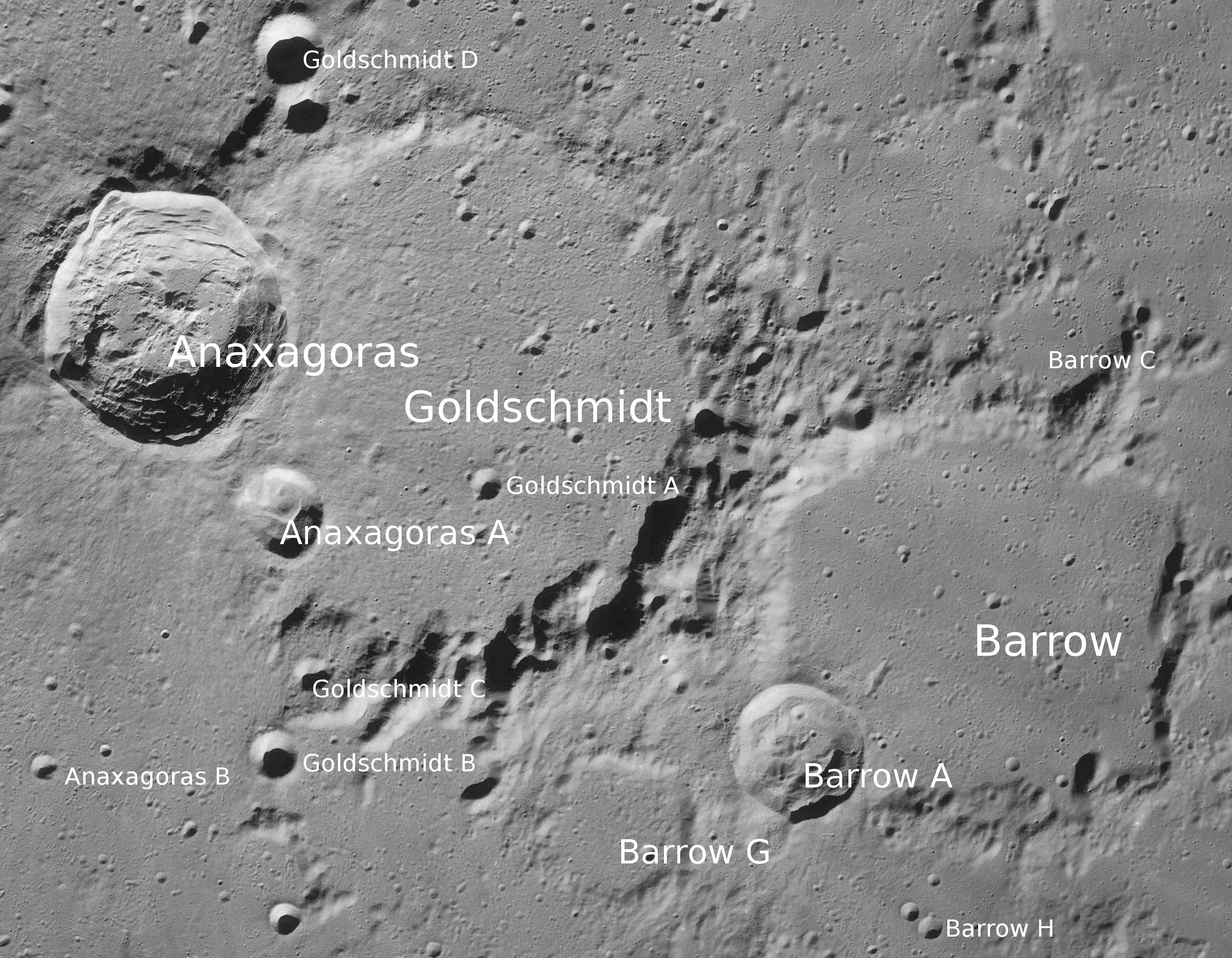
Localització d'Anaxàgores.
Fotografia de la missió Lunar Reconnaissance Orbiter

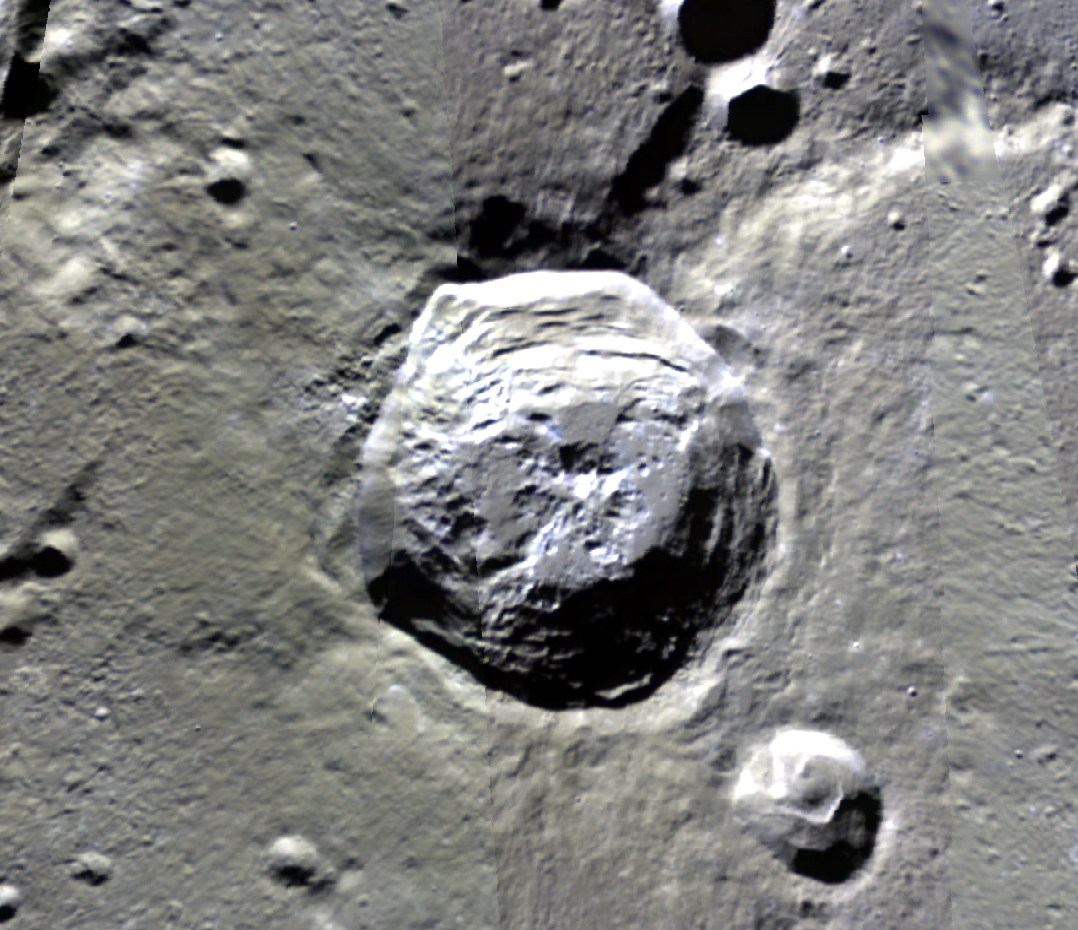
Fotografia de la missió Clementine (1994)

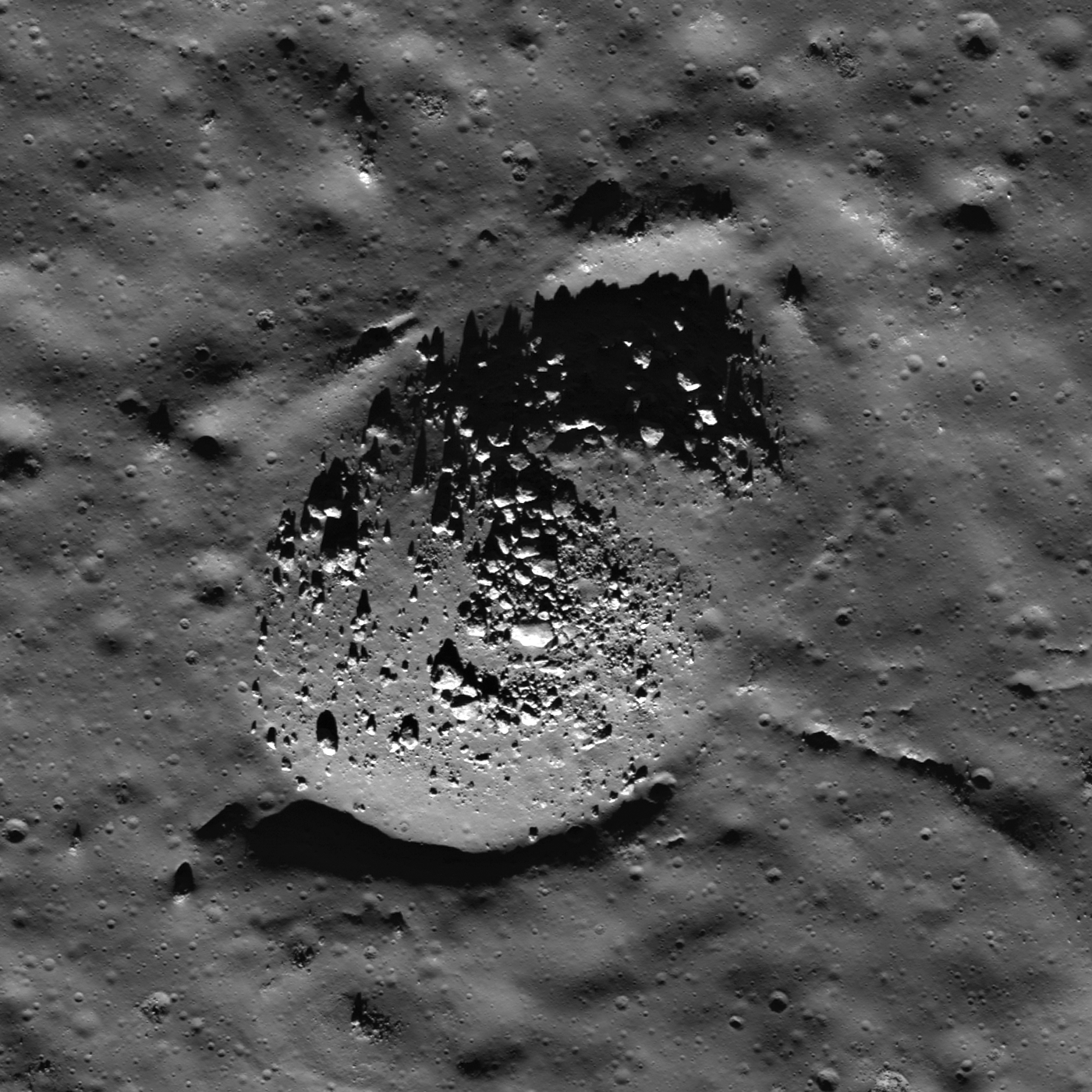
Fotografia de la missió Lunar Reconnaissance Orbiter

L'interior del cràter té una albedo relativament alta, per la qual cosa es converteix en un element molt destacat quan la lluna està gairebé plena. (L'alta latitud del cràter implica que el Sol sempre roman prop de l'horitzó, fins i tot a la màxima elevació de menys d'un dia després de la Lluna Plena.) Les parets interiors són escarpades i posseeixen un sistema de graderies. El pic central està desplaçat des del punt mitjà del cràter, i està unit a una formació baixa que recorre el sòl del cràter. De fet, sembla que alguns dels materials del pic central s'han dipositat fora del contorn del cràter.

## Cràters satèl·lit
Per convenció aquests elements són identificats en els mapes lunars posant la lletra en el costat del punt mitjà del cràter que està més prop d' Anaxàgores.
|            | \| Anaxàgores \| Coordenades \| Diàmetre \| \| ---------- \| ------------------------------------ \| -------- \| \| A \| 72° 12′ N, 6° 54′ O / 72.2°N,6.9°O \| 18 km \| \| B \| 70° 18′ N, 11° 24′ O / 70.3°N,11.4°O \| 5 km \| |          |
| Anaxàgores | Coordenades | Diàmetre |
| A          | 72° 12′ N, 6° 54′ O / 72.2°N,6.9°O | 18 km    |
| B          | 70° 18′ N, 11° 24′ O / 70.3°N,11.4°O | 5 km     |

### Altres referéncies
- (WGPSN), IAU Working Group for Planetary System Nomenclature. «Gazetteer of Planetary Nomenclature. 1:1 Million-Scale Maps of the Moon» (en anglès).  UAI / USGS, 13-02-2013. [Consulta: 6 abril 2016].
- Andersson, L. E.; Whitaker, E. A.,. NASA Catalogue of Lunar Nomenclature (en anglès).  NASA RP-1097, 1982.
- Blue, Jennifer. «Gazetteer of Planetary Nomenclature» (en anglès).  USGS, 25-07-2007. [Consulta: 2 gener 2012].
- Bussey, B.; Spudis, P.. The Clementine Atlas of the Moon (en anglès).  Nueva York: Cambridge University Press, 2004. ISBN 0-521-81528-2.
- Cocks, Elijah E.; Cocks, Josiah C.. Who's Who on the Moon: A Biographical Dictionary of Lunar Nomenclature (en anglès).  Tudor Publishers, 1995. ISBN 0-936389-27-3.
- McDowell, Jonathan. «Lunar Nomenclature» (en anglès).   Jonathan's Space Report, 15-07-2007. [Consulta: 2 gener 2012].
- Menzel, D. H.; Minnaert, M.; Levin, B.; Dollfus, A.; Bell, B. «Report on Lunar Nomenclature by The Working Group of Commission 17 of the IAU» (en anglès). Space Science Reviews, 12, 1971, pàg. 136.
- Moore, Patrick. On the Moon (en anglès).  Sterling Publishing Co, 2001. ISBN 0-304-35469-4.
- Price, Fred W. The Moon Observer's Handbook (en anglès).  Cambridge University Press, 1988. ISBN 0521335000.
- Rükl, Antonín. Atlas of the Moon (en anglès).  Kalmbach Books, 1990. ISBN 0-913135-17-8.
- Webb, Rev. T. W.. Celestial Objects for Common Telescopes, 6ª edición revisada (en anglès).  Dover, 1962. ISBN 0-486-20917-2.
- Whitaker, Ewen A. Mapping and Naming the Moon (en anglès).  Cambridge University Press, 2003. 978-0-521-54414-6.
- Wlasuk, Peter T. Observing the Moon (en anglès).  Springer, 2000. ISBN 1-85233-193-3.